# Ліліан Байльс
Ліліан, принцеса де Реті (фр. Lilian Baels; 28 листопада 1916, Лондон — 7 червня 2002, Ватерлоо) — друга дружина короля Бельгії Леопольда III.

## Біографія
Дочка Генріха Байльса, власника риболовецької компанії і колишнього губернатора Західної Фландрії. Король зустрів її в 1938 році під час гри в гольф. 11 вересня 1941 року Ліліан стає його другою дружиною, з якою він одружився після смерті королеви Астрід Шведської. Весілля відбулося в таємниці. Як дружина Леопольда одержала звання принцеси де Реті. Ліліан ніколи не була прийнята в Бельгії. Її називали чорним ангелом Лакена. У 1958 році вона заснувала фонд принцеси Ліліани для надання допомоги хворим серцем. Вона дуже любила своїх пасинків, які назвали її «мамою». Після смерті чоловіка в 1983 році заснувала фонд Леопольда III  для збереження пам'яті про нього.